# 洪洞县
洪洞县地处中华人民共和国山西省南部，为臨汾市辖县，汾河自北向南贯穿全境，为晋南最具人口規模的縣份，縣治位於大槐樹鎮。有大槐树寻根祭祖园、苏三监狱、广胜寺等名胜古迹。

## 歷史

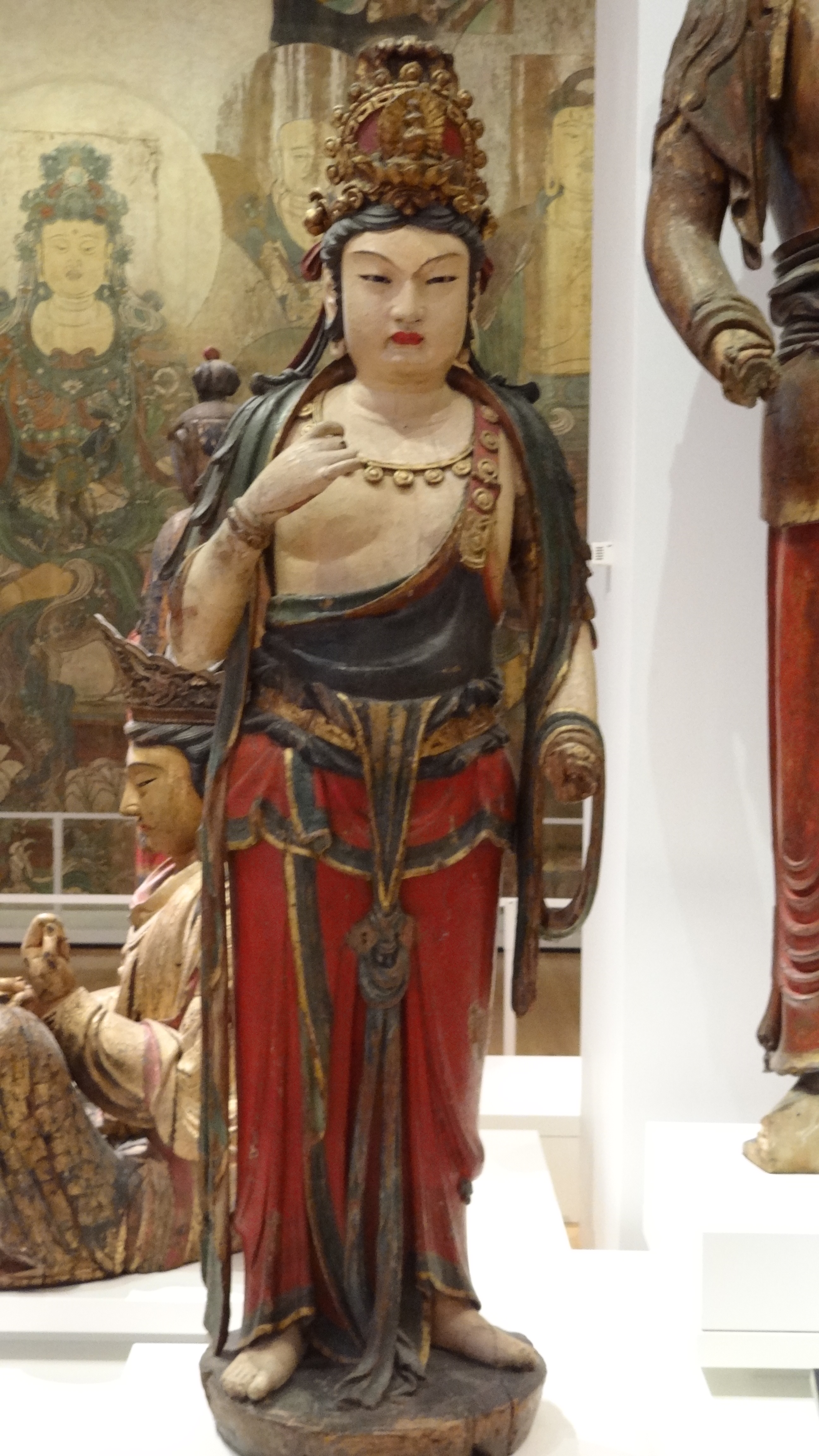
原本位于洪洞县某寺庙的金代明昌六年木雕观音菩萨立像，现藏于加拿大皇家安大略博物馆

元大德七年八月初六（1303年9月17日），洪洞发生8级地震，造成200,000到475,800人死亡，大震后余震数年不止，加之连续三年天旱无收，人民饥寒交迫，流离失所。
洪洞縣原稱洪趙縣，為1954年合併洪洞縣與趙城縣而來，1958年將新合併的縣又改名為洪洞縣。
洪洞古稱楊，春秋末期，晉國羊舌氏被滅，其采邑被分為楊氏、平陽、銅蚒三縣，是洪洞縣境內最早的置縣。西漢在此設置楊縣。洪洞這個名稱起於北朝東魏，因戰爭需要，於楊縣興建屯兵的城堡──洪洞戎。617年，李淵將楊縣改為洪洞縣。
原趙城為西周造父的封地，“（周）缪王以赵城封造父，造父族由此为赵氏。”漢至隋，趙城縣境屬彘縣、永安縣、霍邑縣，隋朝始分出趙城縣，直到1954年與洪洞縣合併。

## 人口
根据(山西省)临汾市第七次全国人口普查公报显示：洪洞县常住人口为637812人。
截至2022年末，洪洞縣常住人口62.68萬人，比上年末減少892人，其中城鎮常住人口26.01萬人，佔常住人口比重為41.5%。

## 地理
洪洞縣地處臨汾盆地北端，西邊為霍岳，汾河自北向南由縣境中央貫穿，面積1494平方公里。為山西省南北往來的交通要地。

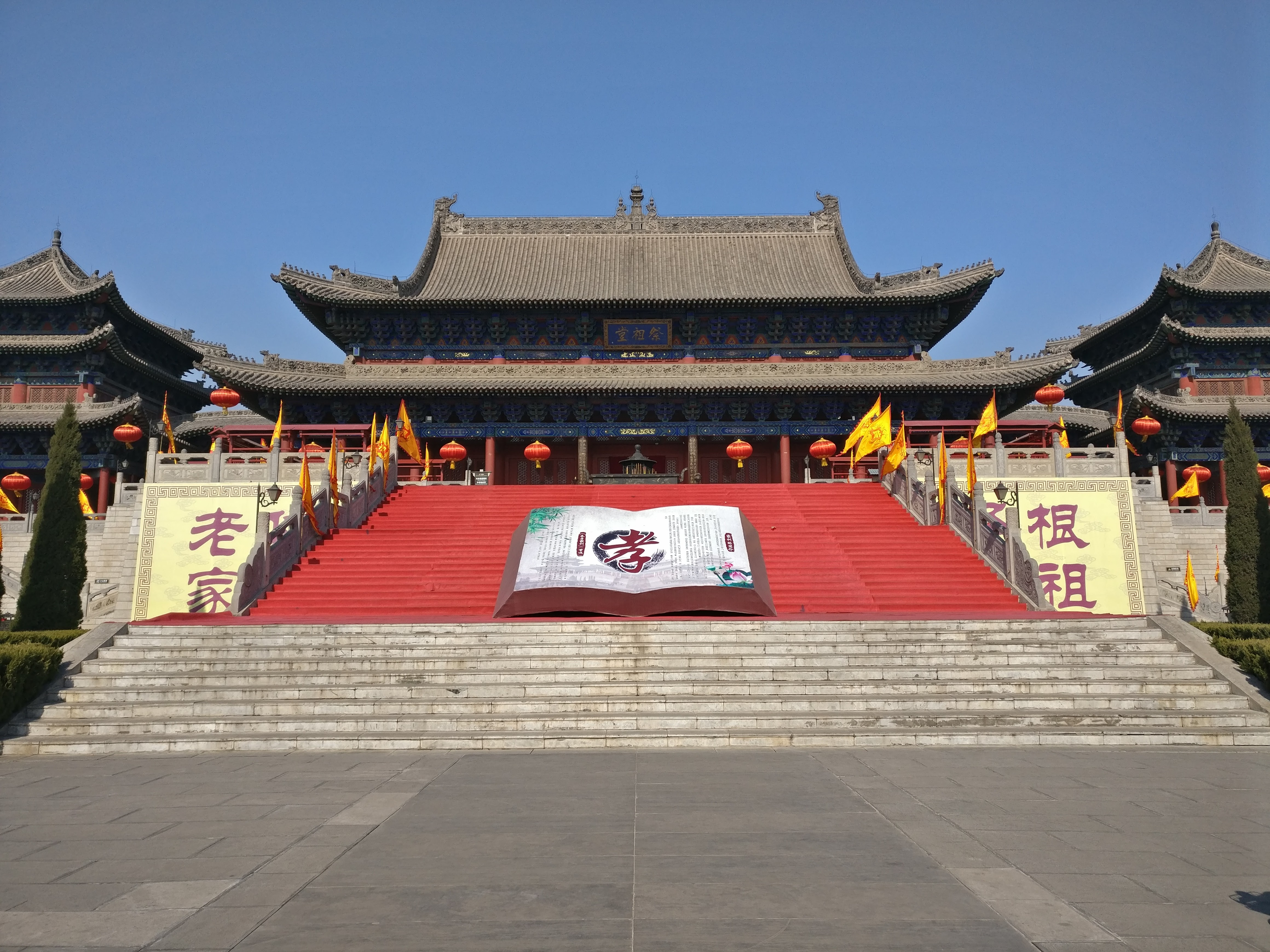
洪洞大槐树根组纪念园

## 行政区划
洪洞县下辖9个镇、7个乡：
大槐树镇、甘亭镇、曲亭镇、苏堡镇、广胜寺镇、明姜镇、赵城镇、万安镇、刘家垣镇、淹底乡、兴唐寺乡、堤村乡、辛村乡、龙马乡、山头乡和左木乡。

## 交通
- 铁路：同蒲鐵路洪洞站[10]，瓦日铁路洪洞北站，大西客运专线洪洞西站
- 公路： 京昆高速， 108国道， 341国道，洪古路、趙克公路过境[7]。

## 黑砖窑事件
非法砖窑矿主从人贩中购买非法運来的民工，包括许多童工，民工的主要来自河南省，将他们关押在各个窑场，强迫他们从事极高强度的体力劳动，动辄暴力殴打，使得為數不少的工人受到職業傷害、身残、死亡，这些民工的遭遇跟奴隶类似。案件被媒体曝光后，引起舆论的极大公愤，也得到了中国中央政府的重视，中共中央总书记胡锦涛、国务院总理温家宝等作出批示，地方政府进而采取检查、营救等措施。

## “12·5”矿难
2007年12月5日23时15分许，洪洞县左木乡红光村新窑煤矿发生矿难。初步判断起因是煤尘爆炸，起火原因不明。事故发生时井下有111人，至12月7日中午，15人获救，105人遇难。为2006年以来中国发生一次死亡人数最多的特大事故。